# Campionati mondiali di short track 2009
La XXIX edizione dei Campionati mondiali di short track (World Short Track Speed Skating Championships), ufficialmente organizzati con tale denominazione dalla International Skating Union (Federazione internazionale di pattinaggio su ghiaccio), si è tenuta dal 6 all'8 marzo del 2009 a Vienna in Austria.

## Partecipanti per nazione
La lista dei partecipanti era composta da 144 atleti da 32 distinte nazioni, di cui 67 uomini e 77 donne.
| Nazione (Donne/Uomini)                                                                                               | Nazione (Donne/Uomini)                                                                                  | Nazione (Donne/Uomini)                                                                                         | Nazione (Donne/Uomini)                                                                                      | Nazione (Donne/Uomini)                                           | Nazione (Donne/Uomini) |
| --- | --- | --- | --- | ---------------------------------------------------------------- | ---------------------- |
| Australia (2/2) Belgio (0/2) Bosnia ed Erzegovina (0/1) Bulgaria (1/2) Cina (5/5) Taipei cinese (1/2) Germania (2/5) | Francia (2/1) Gran Bretagna (2/5) Hong Kong (2/0) India (0/1) Israele (0/1) Italia (5/5) Giappone (5/5) | Canada (5/5) Kazakistan (1/2) Croazia (0/2) Lettonia (1/2) Nuova Zelanda (1/2) Paesi Bassi (5/2) Austria (1/2) | Polonia (2/2) Russia (2/1) Svezia (1/0) Slovacchia (1/2) Slovenia (2/0) Corea del Sud (5/5) Rep. Ceca (1/2) | Ucraina (0/2) Ungheria (5/2) Stati Uniti (5/5) Bielorussia (2/2) |                        |

## Podi

### Donne
| Evento                    | Oro                                            | Tempo    | Argento                                                             | Tempo    | Bronzo                                                             | Tempo    |
| Generale*                 | Wang Meng Cina                                 | 81 punti | Kim Min-jeong Corea del Sud                                         | 76 punti | Zhou Yang Cina                                                     | 63 punti |
| 500 m dettagli            | Wang Meng Cina                                 | 43.182   | Liu Qiuhong Cina                                                    | 43.358   | Jessica Gregg Canada                                               | 43.437   |
| 1000 m dettagli           | Wang Meng Cina                                 | 1:29.878 | Kim Min-jeong Corea del Sud                                         | 1:29.974 | Shin Sae-bom Corea del Sud                                         | 1:30.901 |
| 1500 m dettagli           | Kim Min-jeong Corea del Sud                    | 2:21.432 | Zhou Yang Cina                                                      | 2:21.935 | Shin Sae-bom Corea del Sud                                         | 2:22.012 |
| 3000 m dettagli           | Zhou Yang Cina                                 | 4:58.955 | Kim Min-jeong Corea del Sud                                         | 4:59.332 | Shin Sae-bom Corea del Sud                                         | 4:59.935 |
| Staffetta 3000 m dettagli | Cina Wang Meng Zhou Yang Zhang Hui Liu Qiuhong | 4:10.531 | Corea del Sud Kim Min-jeong Jung Ba-ra Shin Sae-bom Yang Shin-young | 4:11.837 | Canada Valérie Maltais Kalyna Roberge Jessica Gregg Jessica Hewitt | 4:12.506 |

### Uomini
| Evento                    | Oro                                                                            | Tempo    | Argento                                                        | Tempo    | Bronzo                                                                                    | Tempo    |
| Generale                  | Lee Ho-suk Corea del Sud                                                       | 89 punti | J.R. Celski Stati Uniti+                                       | 65 punti | Charles Hamelin Canada                                                                    | 47 punti |
| 500 m dettagli            | Charles Hamelin Canada                                                         | 41.680   | Kwak Yoon-Gy Corea del Sud                                     | 41.739   | Jean Olivier Canada                                                                       | 41.855   |
| 1000 m dettagli           | Lee Ho-suk Corea del Sud                                                       | 1:33.060 | Apolo Anton Ohno Stati Uniti                                   | 1:33.262 | J.R. Celski Stati Uniti                                                                   | 1:33.478 |
| 1500 m dettagli           | Lee Ho-suk Corea del Sud                                                       | 2:20.967 | Kwak Yoon-Gy Corea del Sud                                     | 2:21.078 | J.R. Celski Stati Uniti                                                                   | 2:21.133 |
| 3000 m dettagli           | J.R. Celski Stati Uniti                                                        | 4:48.444 | Lee Ho-suk Corea del Sud                                       | 4:50.114 | Charles Hamelin Canada                                                                    | 4:50.833 |
| Staffetta 5000 m dettagli | Stati Uniti Ryan Bedford J.R. Celski Jordan Malone Apolo Anton Ohno Jeff Simon | 6:51.400 | Cina Han Jialiang Liu Xianwei Song Weilong Sui Bao Ku Yang Jin | 6:51.957 | Giappone Takahiro Fujimoto Fumihiko Kakubari Yuma Sakurai Satoshi Sakashita Yuzo Takamido | 6:52.433 |

## Medagliere
| Pos.  | Paese         | Oro | Argento | Bronzo | Totale |
| ----- | ------------- | --- | ------- | ------ | ------ |
| 1     | Cina          | 5   | 3       | 1      | 9      |
| 2     | Corea del Sud | 4   | 7       | 3      | 14     |
| 3     | Stati Uniti   | 2   | 2       | 2      | 6      |
| 4     | Canada        | 1   | 0       | 5      | 6      |
| 5     | Giappone      | 0   | 0       | 1      | 1      |
| Total | Total         | 12  | 12      | 12     | 36     |